# Bekirler
Bekirler ist ein Dorf im Landkreis Babadağ der türkischen Provinz Denizli. Bekirler liegt etwa 30 km nordwestlich der Provinzhauptstadt Denizli und 13 km nordöstlich von Babadağ. Bekirler hatte laut der letzten Volkszählung 399 Einwohner (Stand Ende Dezember 2010).